# Ketangi (Purwodadi)
Ketangi is een bestuurslaag in het regentschap Purworejo van de provincie Midden-Java, Indonesië. Ketangi telt 1489 inwoners (volkstelling 2010).